# Jean Stantenat
Jean Stantenant, né vers 1410 à Uffholtz et mort le 20 décembre 1494 à l’abbaye de Salem est un religieux catholique, abbé de Lucelle et de Salem.

## Biographie
Jean Stantenat naît vers 1410 à Uffholtz. Son père est probablement Henselin d’Uffholtz, bailli de 1413 à 1425 et également cité comme schultheiss de cette localité en 1420. Jean a au moins un frère, Wernlin, et peut-être une sœur. Les Stantenat semblent avoir été une famille assez ancienne d’Uffholtz, des bourgeois de ce nom étant déjà mentionnés au début du XIVe siècle.
Le début de la vie de Jean Stantenat n’est pas connu. Il est déjà moine à l’abbaye de Lucelle en 1430, l’abbé Conrad Holtzacker l’envoyant cette année-là au collège Saint-Bernard de Paris. Il est accompagné de Nicolas Amberg, lui aussi futur abbé de Lucelle. Après ses études, il devient sous-cellérier puis prieur de Frauenthal ou Rheintal selon les sources.
En 1466, Jean Stantenat est élu abbé de Lucelle en remplacement de Nicolas Amberg. Il est sacré le 24 juin 1467 dans l’abbatiale de Murbach par l’abbé de Murbach et celui de Maulbronn. En 1467 il conclut, ou renouvelle, un traité de combourgeoisie avec la ville de Soleure afin d’éviter les déprédations des soldats suisses, en guerre avec les Habsbourg, sur les terres de l’abbaye. Il développe également pendant son abbatiat le pèlerinage de la chapelle Sainte-Régule de Kientzheim. Il fait ainsi agrandir et embellir l’édifice, qui est consacré en 1470 et pour lequel il obtient du pape des lettres d’indulgences.
Il reste néanmoins peu de temps à ce poste, étant élu le 19 mai 1471 abbé de Salem, près de Constance, en remplacement de Ludwig Oswald de Salem. Toutefois, le pape lui choisissant un successeur étranger à l’abbaye sans permettre aux moines de l’élire comme c’est l’usage, il doit revenir à Lucelle pour calmer les troubles et convaincre les moines d’accepter son successeur. Son abbatiat à Salem est marqué par de nombreux travaux dans l’abbaye, ainsi que par la construction de chapelles et de nouveaux bâtiments conventuels. Il commande aussi des œuvres d’art, dont un bréviaire richement enluminé. Jean Stantenat meurt à l’abbaye de Salem après vingt-trois ans d’abbatiat le 20 décembre 1494.

## Abbé bâtisseur

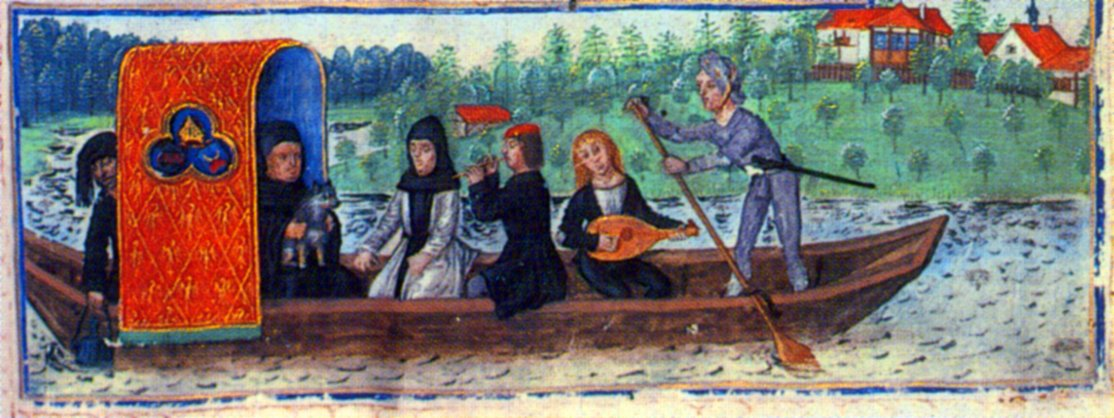
Jean Stantenat (avec le chien sur ses genoux) représenté dans le Codex Salemitanus IX.

Les abbatiats de Jean Stantenat sont marqués par un intérêt pour la construction et l’embellissement des édifices religieux et conventuels. Lorsqu’il est abbé de Lucelle, il fait entièrement rénover la chapelle Sainte-Régule de Kientzheim. L’édifice est considérablement agrandi, doté d’un porche et d’un campanile, tandis qu’une chapelle est construite à l’intérieur pour les statues miraculeuses objet du pèlerinage.
C’est surtout à Salem, où, profitant de la richesse de l’abbaye, il lance de grands chantiers. Outre la restauration des bâtiments existants, il en fait construire de nouveaux, dont un dortoir d’été qui recueille les éloges de ses contemporains. Dans l’église abbatiale, il fait aménager un nouvel autel et un nouveau tabernacle en 1494. En 1484, il faut aussi construire la chapelle du Killenberg, destination d’un pèlerinage qu’il a créé sur l’île de Killenweiher.
L’une des œuvres les plus notables qu’il commande est un bréviaire rédigé entre 1493 et 1494 par le moine strasbourgeois Armand Schaeffer, futur abbé de Salem, et richement illuminé par un miniaturiste inconnu rémunéré deux cent florins du Rhin pour ce travail. D’après les mentions figurant dans l’ouvrage, Stantenat a dirigé de près la réalisation de l’ouvrage et esquissé lui-même une partie des dessins pour l’artiste. Le manuscrit contient une représentation de Jean Stantenat, assis dans une barque, peut-être une référence au pèlerinage qu’il a créé sur l’île de Killenweiher. L’abbé tient un chien sur ses genoux, peut-être une référence à saint Bernard dont c’est l’un des attributs et est accompagné de musiciens tandis qu’un serviteur met au frais une bouteille de vin dans l’eau. Les marges du manuscrits sont également emplies de scènes au caractère plus burlesque qu’édifiant, comme un ours jouant du luth.